# Aldo Silvani
Aldo Silvani (* 21. Januar 1891 in Turin; † 12. November 1964 in Mailand) war ein italienischer Schauspieler.

## Leben und Karriere
Bereits seit den 1910er-Jahren stand Aldo Silvani auf italienischen Bühnen, darunter zwischen 1929 und 1935 am Carro di Tespi. Er spielte unter anderem in den klassischen Stücken von Shakespeare oder Henrik Ibsen. Sein Filmdebüt machte er 1934 in Il cardinale Lambertini unter Regie von Parsifal Bassi. In den folgenden drei Jahrzehnten bis zu seinem Tod blieb Silvani dem Kino verbunden und spielte so in über 100 Spielfilmen, zusätzlich hatte er ab den 1950er-Jahren auch über ein Dutzend Fernsehrollen. Silvani arbeitete ebenfalls regelmäßig als Synchronsprecher für italienische Filmfassungen, etwa für Erich von Stroheim in Die große Illusion oder Finlay Currie in Quo vadis?.
Dem heutigen Publikum ist Aldo Silvani wohl am ehesten durch seine Filmrollen geläufig. Aus seinem Frühwerk ist vor allem der Film Lüge einer Sommernacht (1942) bedeutend, in welchem er den Vater von Adriana Benetti verkörperte. Unter Regie von Federico Fellini spielte er einen freundlichen Zirkusdirektor in La Strada – Das Lied der Straße (1955) sowie den Hypnotiseur in Die Nächte der Cabiria (1957). Zudem wirkte Silvani in Nebenrollen an mehreren Hollywood-Filmen mit, darunter Schach dem Teufel an der Seite von Humphrey Bogart sowie der Abenteuerfilm Das Tal der Könige mit Robert Taylor. In dem 1959 gedrehten Filmepos Ben Hur ist er ebenfalls zu sehen, aber nur in einer kleinen Nebenrolle als Mann in Nazaret. Bis in sein Todesjahr arbeitete Silvani als Schauspieler, eine seiner letzten Rollen hatte er in einer Verfilmung von Archibald Joseph Cronins Roman Die Zitadelle. Er starb im Alter von 73 Jahren an einer Krebserkrankung.

## Filmografie (Auswahl)
- 1934: Il cardinale Lambertini
- 1941: Die Verlobten (I promessi sposi)
- 1942: Heimatlos (Le due orfanelle)
- 1942: La cena delle beffe
- 1942: Lüge einer Sommernacht (4 passi fra le nuvole)
- 1945: Zu neuem Leben (La vita ricomincia)
- 1945: Zum Teufel mit der Armut (Abbasso la miseria!)
- 1947: In Frieden leben (Vivere in Pace)
- 1947: Aufstand in Sibirien (La figlia del capitano)
- 1948: Die Kartause von Parma (La Chartreuse de Parme)
- 1948: Kritische Jahre (Anni difficili)
- 1949: Fabiola
- 1949: Sühne ohne Sünde (Catene)
- 1950: Der Dieb von Venedig (Il ladro di Venezia)
- 1950: Sühne ohne Sünde (Catene)
- 1950: Der Göttergatte (Prima comunione)
- 1950: Der Dieb von Venedig (Il ladro di Venezia)
- 1951: Morgen ist ein anderer Tag (Domani è un altro giorno)
- 1951: Teresa
- 1952: Abenteuer in Rom (When in Rome)
- 1953: Vergib mir, Madonna! (Noi peccatori)
- 1953: Erste Liebe (L’età dell’amore)
- 1953: Schach dem Teufel (Beat the Devil)
- 1953: Für dich hab' ich gesündigt (Per salvarti ho peccato)
- 1954: Liebe, Frauen und Soldaten (Destinées)
- 1954: Die Verrufenen (Donne proibite)
- 1954: Du mußt mich vergessen (Delirio)
- 1954: Der Fall Maurizius (L’Affaire Maurizius)
- 1954: Das Tal der Könige (Valley of the Kings)
- 1954: La Strada – Das Lied der Straße (La strada)
- 1955: Erkauftes Glück (Non c'è amore più grande)
- 1957: Die Nächte der Cabiria (Le notti di Cabiria)
- 1958: Sturm im Osten (La tempesta)
- 1959: Theaterträume (Il mondo dei miracoli)
- 1959: Ben Hur
- 1960: Jovanka und die anderen (Jovanka e le altre)
- 1960: Karthago in Flammen (Cartagine in fiamme)
- 1962: Der Held von Attika (Il tiranno di Siracusa)
- 1962: Sodom und Gomorrha (Sodom and Gomorrha)
- 1963: Giacobbe ed Esau
- 1964: La cittadella (Fernsehserie, 3 Folgen)